# Легастения
Легастения (греч. λεγασθενεια, от греч. λέγω «говорить» и ασθένεια «слабость, болезнь») — нарушение психического созревания у детей с нормальным развитием интеллекта, проявляющееся затрудненным приобретением навыков чтения и письма. В первую очередь это состояние общего психического недоразвития, аномалии зрительного и слухового анализаторов, речевые проблемы.
Как правило, легастения включает в себя не только дислексию, но и дисграфию. Легастеники путают местами буквы и цифры как при чтении, так и при написании.
Для легастеника типичны сложности в распознавании звуков, узнавании рифм или слов, начинающихся с одной и той же буквы.
Дети-легастеники делают много ошибок в правописании, испытывают огромные трудности при чтении текстов, пропускают звуки, «проглатывают» окончания слов.
Для помощи легастеникам существуют специальные (как правило, двухгодичные) курсы. В первую очередь, на этих курсах учат бороться со своими комплексами — легастеники ничуть не уступают остальным людям в плане интеллектуального или психологического развития, однако у окружающих складывается именно такое отношение.
Реабилитационная терапия включает в себя исключения и компенсационные инструменты: устные тесты вместо письменных тестов, использование аудиозаписи вместо записывания заметок во время уроков, использование компьютера для проверки орфографии, освобождение от диктовок.